# Zabukovje (Kranj, Slovenija)
Zabukovje je naselje u slovenskoj Općini Kranju. Zabukovje se nalazi u pokrajini Gorenjskoj i statističkoj regiji Gorenjskoj. 

## Stanovništvo
Prema popisu stanovništva iz 2002. godine naselje je imalo 82 stanovnika.